# Osaka Business Park (métro d'Osaka)
Osaka Business Park (大阪ビジネスパーク駅, Ōsaka Bijinesu Pāku-eki) est une station du métro d'Osaka sur la ligne Nagahori Tsurumi-ryokuchi dans l'arrondissement de Chūō à Osaka.

## Situation sur le réseau
La station Osaka Business Park est située au point kilométrique (PK) 7,8 de la ligne Nagahori Tsurumi-ryokuchi.

## Histoire
La station a ouvert le 11 décembre 1996.

## Services aux voyageurs

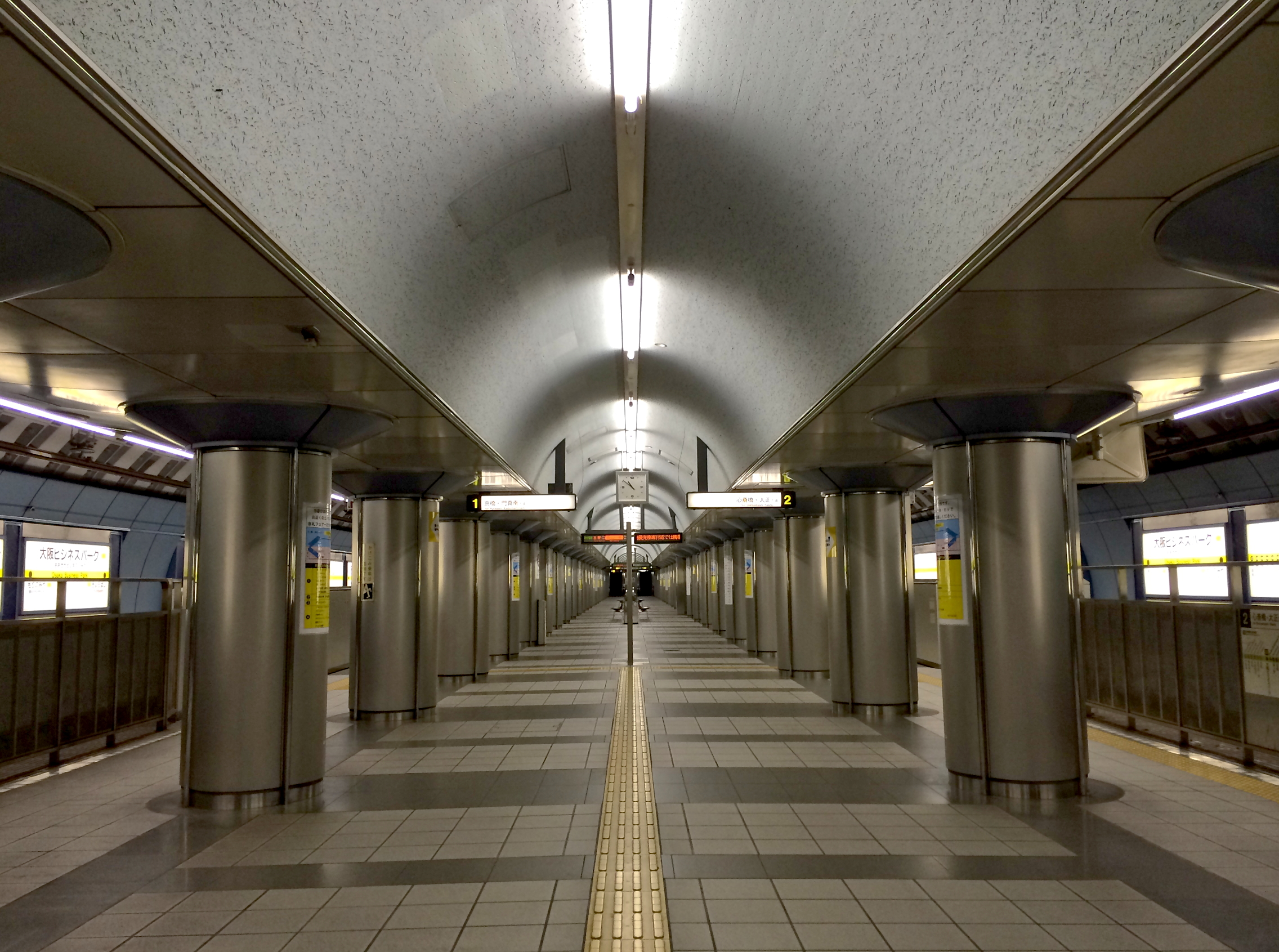
Vue du quai de la station

### Accès et accueil
La station est ouverte tous les jours.

### Desserte
- Ligne Nagahori Tsurumi-ryokuchi :
  - voie 1 : direction Kadoma-minami
  - voie 2 : direction Taisho

### Intermodalité
La station de métro Yotsubashi (ligne Yotsubashi) est située à proximité.

## Dans les environs
- Osaka Business Park
- Osaka-jō Hall
- Château d'Osaka
- Rivière Neya